# Gateley
Gateley – wieś w Anglii, w hrabstwie Norfolk, w dystrykcie Breckland. Leży 32 km na północny zachód od Norwich i 158 km na północny wschód od Londynu.
Miejscowość liczy 65 mieszkańców.